# Enoplognatha nigromarginata
Enoplognatha nigromarginata is een spinnensoort in de taxonomische indeling van de kogelspinnen (Theridiidae).
Het dier behoort tot het geslacht Enoplognatha. De wetenschappelijke naam van de soort werd voor het eerst geldig gepubliceerd in 1846 door Hippolyte Lucas.